# Formiguer alapigallat
El formiguer alapigallat (Myrmelastes leucostigma) és una espècie d'ocell de la família dels tamnofílids (Thamnophilidae).
Habita el sotabosc de la selva pluvial i sabanes, especialment a prop de l'aigua, a les terres baixes fins als 1500 m, des de l'est de Colòmbia, nord-oest i sud de Veneçuela i Guaiana, cap al sud, a través de l'est de l'Equador i est del Perú fins al nord de Bolívia i Brasil amazònic.